# Ty Dolla Sign/Auszeichnungen für Musikverkäufe

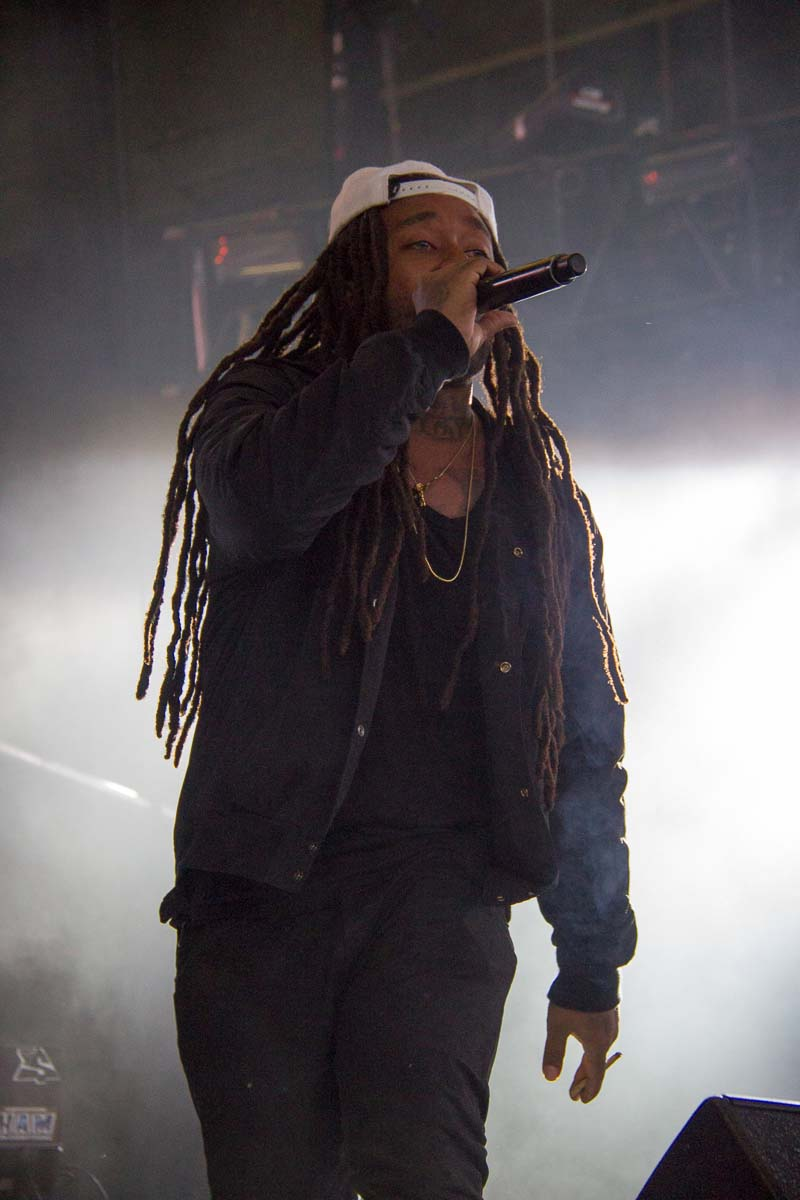
Ty Dolla Sign (2014)

Dies ist eine Übersicht über die Auszeichnungen für Musikverkäufe des US-amerikanischen Rappers und R&B-Sängers Ty Dolla Sign. Die Auszeichnungen finden sich nach ihrer Art (Gold, Platin usw.), nach Staaten getrennt in chronologischer Reihenfolge, geordnet sowie nach den Tonträgern selbst, ebenfalls in chronologischer Reihenfolge, getrennt nach Medium (Alben, Singles usw.), wieder.

## Auszeichnungen
| - Vereinigtes Königreich - 2018: für die Autorenbeteiligung Hotel (Kid Ink feat. Chris Brown) - 2019: für die Single Real Friends - 2020: für das Lied Impatient - 2020: für die Single Wavy - 2021: für die Single It’s a Vibe - 2021: für die Single Hot Girl Summer - 2021: für die Single Ego Death - 2022: für das Lied She Don’t - 2023: für die Autorenbeteiligung Jaded (Drake) - 2023: für das Lied Bacc Seat - 2023: für die Single Hit Different - 2024: für das Album Vultures 1 - 2024: für die Single Paranoid - 2024: für das Lied WusYaName - 2025: für das Lied Scared of the Dark - Australien - 2018: für die Single So Good - 2023: für das Lied Safety Net - 2024: für das Lied After Dark - 2024: für die Autorenbeteiligung Jaded (Drake) - Belgien - 2013: für die Autorenbeteiligung Young, Wild & Free (Snoop Dogg & Wiz Khalifa feat. Bruno Mars) - 2016: für die Single Sucker for Pain - 2018: für die Single Psycho - 2024: für die Single Carnival - Brasilien - 2023: für die Single It’s a Vibe - 2024: für die Single Do You Mean - 2024: für das Lied Impatient - 2024: für die Autorenbeteiligung Violent Crimes (Kanye West) - 2024: für das Autorenbeteiligung Love Language (SZA) - 2024: für das Lied Everything We Need - Dänemark - 2013: für die Autorenbeteiligung Young, Wild & Free (Snoop Dogg & Wiz Khalifa feat. Bruno Mars) - 2022: für die Single Nights Like This - 2022: für das Lied Chosen - 2023: für die Autorenbeteiligung Violent Crimes (Kanye West) - 2024: für das Album Vultures 1 - 2025: für die Single Carnival - Deutschland - 2020: für die Single Psycho - Frankreich - 2015: für die Autorenbeteiligung FourFiveSeconds (Paul McCartney, Rihanna & Kanye West) - 2018: für die Single Boom - 2025: für die Single Fade - 2025: für die Single Carnival - Griechenland - 2024: für die Single Carnival - Italien - 2024: für die Single Or Nah - 2024: für die Single Carnival - 2024: für die Autorenbeteiligung Violent Crimes (Kanye West) - Japan - 2022: für das Streaming Work from Home - Kanada - 2018: für die Single Paranoid - 2018: für die Single Saved - 2018: für die Single Blasé - 2018: für die Single Wavy - 2019: für die Single So Good - 2020: für die Single Do You Mean - 2021: für das Lied Bad Bitch - 2021: für das Lied WusYaName - Mexiko - 2015: für die Autorenbeteiligung Young, Wild & Free (Snoop Dogg & Wiz Khalifa feat. Bruno Mars) - Neuseeland - 2016: für die Single Or Nah - 2018: für die Single So Good - 2019: für das Album Beach House 3 - 2019: für die Single Whatever You Need - 2019: für die Single Bottled Up - 2019: für die Single Saved - 2022: für das Album Beach House - 2022: für das Lied WusYaName - 2024: für die Single Carnival - 2024: für das Album Vultures 1 - 2024: für die Single Nobody Has to Know - 2025: für das Album Featuring Ty Dolla Sign - Norwegen - 2020: für die Single So Good - 2022: für die Single Chosen - Österreich - 2014: für die Autorenbeteiligung Young, Wild & Free (Snoop Dogg & Wiz Khalifa feat. Bruno Mars) - 2015: für die Autorenbeteiligung FourFiveSeconds (Paul McCartney, Rihanna & Kanye West) - 2016: für die Single Work from Home - Polen - 2021: für die Single Think About Us - 2023: für die Single Psycho - 2024: für die Autorenbeteiligung Violent Crimes (Kanye West) - Portugal - 2022: für die Single Nights Like This - Schweden - 2018: für die Single OTW - 2022: für das Lied Chosen - Schweiz - 2012: für die Autorenbeteiligung Young, Wild & Free (Snoop Dogg & Wiz Khalifa feat. Bruno Mars) - 2016: für die Single Sucker For Pain - Spanien - 2024: für die Single Or Nah - 2024: für die Single Psycho - Vereinigte Staaten - 2018: für das Album Free TC - 2019: für die Single In My Room - 2019: für das Lied She Don’t - 2019: für die Single Ex - 2019: für die Single Blessings - 2019: für die Single Pineapple - 2020: für die Autorenbeteiligung und Produktion Wouldn’t Leave (Kanye West feat. PartyNextDoor) - 2020: für das Album Beach House 3 - 2020: für das Lied Liquor Locker - 2020: für die Single Clout - 2020: für die Single The Light - 2020: für die Single Purple Emoji - 2021: für die Single Got Me - 2022: für das Lied White Sand - 2022: für das Lied Everything We Need - 2024: für das Lied Body Language - 2024: für das Album Vultures 1 - 2025: für die Single F with U - Vereinigtes Königreich - 2021: für die Single Fade - 2021: für die Single OTW - 2021: für die Single Think About Us - 2023: für die Autorenbeteiligung Violent Crimes (Kanye West) - 2024: für das Lied Chosen - 2025: für die Single Carnival - Australien - 2016: für die Single Sucker For Pain - Belgien - 2016: für die Autorenbeteiligung FourFiveSeconds (Paul McCartney, Rihanna & Kanye West) - 2017: für die Single Swalla - Brasilien - 2021: für die Single Think About Us - 2021: für die Single OTW - 2022: für die Single Nights Like This - 2023: für das Lied Safety Net - 2024: für das Lied Scared of the Dark - Dänemark - 2016: für die Single Boom - 2018: für die Single Swalla - 2018: für die Single Sucker For Pain - 2021: für die Single Or Nah - 2023: für die Single OTW - 2023: für die Autorenbeteiligung Loyal (Chris Brown feat. Verschiedene Interpreten) - Deutschland - 2017: für die Single Sucker For Pain - 2023: für die Autorenbeteiligung Loyal (Chris Brown feat. Verschiedene Interpreten) - Frankreich - 2017: für die Single Sucker for Pain - Italien - 2018: für die Single Psycho - Kanada - 2022: für das Lied Chosen - 2024: für das Autorenbeteiligung Love Language (SZA) - Malaysia - 2017: für die Single Work from Home - Neuseeland - 2012: für die Autorenbeteiligung Young, Wild & Free (Snoop Dogg & Wiz Khalifa feat. Bruno Mars) - 2020: für die Single Wavy - 2021: für das Lied Chosen - 2021: für die Single Something New - 2021: für das Lied She Don’t - 2021: für die Single Hot Girl Summer - 2022: für die Single Ex - 2024: für die Single Love U Better - Niederlande - 2016: für die Single Work from Home - 2018: für die Single Psycho - Norwegen - 2018: für die Single Psycho - Portugal - 2019: für die Single Sucker For Pain - 2019: für die Single Work from Home - Schweden - 2018: für die Single Psycho - Schweiz - 2015: für die Autorenbeteiligung FourFiveSeconds (Paul McCartney, Rihanna & Kanye West) - Spanien - 2015: für die Autorenbeteiligung FourFiveSeconds (Paul McCartney, Rihanna & Kanye West) - 2024: für die Autorenbeteiligung Young, Wild & Free (Snoop Dogg & Wiz Khalifa feat. Bruno Mars) - 2024: für die Single Sucker for Pain - Vereinigte Staaten - 2018: für die Single Toot It and Boot It - 2018: für die Single Saved - 2018: für die Single Play No Games - 2018: für die Single Wavy - 2019: für die Single Shell Shocked - 2019: für die Single Whatever You Need - 2020: für die Single Something New - 2021: für das Lied Bacc Seat - 2022: für das Lied Chosen - 2023: für das Autorenbeteiligung Love Language (SZA) - 2024: für das Lied Cinderella - 2024: für die Single You and Your Friends - Vereinigtes Königreich - 2021: für die Autorenbeteiligung Young, Wild & Free (Snoop Dogg & Wiz Khalifa feat. Bruno Mars) - 2022: für die Single Nights Like This | - Deutschland - 2023: für die Autorenbeteiligung FourFiveSeconds (Paul McCartney, Rihanna & Kanye West) - 2023: für die Single Work from Home - Australien - 2024: für das Lied Chosen - Belgien - 2017: für die Single Work from Home - Dänemark - 2012: für das Streaming Young, Wild & Free (Snoop Dogg & Wiz Khalifa feat. Bruno Mars) - 2021: für die Single Work from Home - 2022: für die Single Psycho - Deutschland - 2020: für die Single Swalla - Italien - 2018: für die Single Sucker for Pain - Kanada - 2018: für die Single Or Nah - 2019: für die Single OTW - 2024: für die Single Hot Girl Summer - Mexiko - 2019: für die Single Psycho - Neuseeland - 2015: für die Autorenbeteiligung FourFiveSeconds (Paul McCartney, Rihanna & Kanye West) - 2023: für das Lied Impatient - Österreich - 2023: für die Single Swalla - Polen - 2016: für die Single Work from Home - 2023: für die Single Swalla - 2023: für die Single Sucker for Pain - Portugal - 2020: für die Single Psycho - 2022: für die Single Swalla - Schweden - 2012: für die Autorenbeteiligung Young, Wild & Free (Snoop Dogg & Wiz Khalifa feat. Bruno Mars) - Spanien - 2016: für die Single Work from Home - Vereinigte Staaten - 2018: für die Single Paranoid - 2018: für die Single Swalla - 2019: für die Single OTW - 2020: für die Single Blasé - 2020: für das Lied Impatient - 2021: für die Single Fade - 2021: für die Single Hot Girl Summer - 2023: für die Autorenbeteiligung Violent Crimes (Kanye West) - 2024: für das Lied WusYaName - 2024: für die Single Carnival - Vereinigtes Königreich - 2020: für die Single Swalla - 2020: für die Single Psycho - 2021: für die Autorenbeteiligung Loyal (Chris Brown feat. Verschiedene Interpreten) - 2025: für die Single Or Nah - 2025: für die Single Sucker for Pain | - Deutschland - 2022: für die Autorenbeteiligung Young, Wild & Free (Snoop Dogg & Wiz Khalifa feat. Bruno Mars) - Australien - 2019: für die Autorenbeteiligung Loyal (Chris Brown feat. Verschiedene Interpreten) - 2019: für die Single Swalla - 2019: für die Single OTW - Brasilien - 2024: für die Autorenbeteiligung FourFiveSeconds (Paul McCartney, Rihanna & Kanye West) - Dänemark - 2021: für die Autorenbeteiligung FourFiveSeconds (Paul McCartney, Rihanna & Kanye West) - Italien - 2017: für die Autorenbeteiligung FourFiveSeconds (Paul McCartney, Rihanna & Kanye West) - 2017: für die Single Work from Home - 2017: für die Single Swalla - 2019: für die Autorenbeteiligung Young, Wild & Free (Snoop Dogg & Wiz Khalifa feat. Bruno Mars) - Kanada - 2013: für die Autorenbeteiligung Young, Wild & Free (Snoop Dogg & Wiz Khalifa feat. Bruno Mars) - 2022: für die Single It’s a Vibe - 2025: für die Single Nights Like This - Neuseeland - 2021: für die Single Swalla - 2022: für die Single Sucker for Pain - 2023: für die Single OTW - 2024: für die Single Nights Like This - 2025: für die Single It’s a Vibe - Niederlande - 2017: für die Single Swalla - Polen - 2016: für die Autorenbeteiligung FourFiveSeconds (Paul McCartney, Rihanna & Kanye West) - Spanien - 2017: für die Single Swalla - Vereinigte Staaten - 2018: für die Single Sucker for Pain - 2024: für die Single Nights Like This - 2025: für die Single Hit Different - Vereinigtes Königreich - 2022: für die Single Work from Home - 2023: für die Autorenbeteiligung FourFiveSeconds (Paul McCartney, Rihanna & Kanye West) - Mexiko - 2020: für die Single Work from Home - Schweden - 2015: für die Autorenbeteiligung FourFiveSeconds (Paul McCartney, Rihanna & Kanye West) - 2016: für die Single Work from Home - Australien - 2018: für die Autorenbeteiligung Young, Wild & Free (Snoop Dogg & Wiz Khalifa feat. Bruno Mars) - Kanada - 2017: für die Single Work From Home - Neuseeland - 2023: für die Single Psycho - 2025: für die Single Work from Home - Vereinigte Staaten - 2017: für die Single Work from Home - 2023: für die Single It’s a Vibe - 2024: für die Autorenbeteiligung FourFiveSeconds (Paul McCartney, Rihanna & Kanye West) - Australien - 2017: für die Single Work From Home - Kanada - 2023: für die Single Swalla - Vereinigte Staaten - 2019: für die Autorenbeteiligung Young, Wild & Free (Snoop Dogg & Wiz Khalifa feat. Bruno Mars) - 2020: für die Single Or Nah - 2023: für die Autorenbeteiligung Loyal (Chris Brown feat. Verschiedene Interpreten) - Australien - 2020: für die Autorenbeteiligung FourFiveSeconds (Paul McCartney, Rihanna & Kanye West) - Australien - 2024: für die Single Psycho - Brasilien - 2016: für die Single Work from Home - 2022: für die Single Swalla - 2024: für die Single Psycho - Frankreich - 2017: für die Single Work from Home - 2017: für die Single Swalla - Kanada - 2023: für die Single Psycho - Vereinigte Staaten - 2022: für die Single Psycho |

## Auszeichnungen nach Alben

### Beach House
| Land/Region       | Auszeichnungen für Musikverkäufe (Land/Region, Auszeichnung, Verkäufe) | Verkäufe |
| ----------------- | ---------------------------------------------------------------------- | -------- |
| Neuseeland (RMNZ) | Gold                                                                   | 7.500    |
| Insgesamt         | 1× Gold ·                                                              | 7.500    |

### Free TC
| Land/Region               | Auszeichnungen für Musikverkäufe (Land/Region, Auszeichnung, Verkäufe) | Verkäufe |
| ------------------------- | ---------------------------------------------------------------------- | -------- |
| Vereinigte Staaten (RIAA) | Gold                                                                   | 500.000  |
| Insgesamt                 | 1× Gold ·                                                              | 500.000  |

### Beach House 3
| Land/Region               | Auszeichnungen für Musikverkäufe (Land/Region, Auszeichnung, Verkäufe) | Verkäufe |
| ------------------------- | ---------------------------------------------------------------------- | -------- |
| Neuseeland (RMNZ)         | Gold                                                                   | 7.500    |
| Vereinigte Staaten (RIAA) | Gold                                                                   | 500.000  |
| Insgesamt                 | 2× Gold ·                                                              | 507.500  |

### Featuring Ty Dolla Sign
| Land/Region       | Auszeichnungen für Musikverkäufe (Land/Region, Auszeichnung, Verkäufe) | Verkäufe |
| ----------------- | ---------------------------------------------------------------------- | -------- |
| Neuseeland (RMNZ) | Gold                                                                   | 7.500    |
| Insgesamt         | 1× Gold ·                                                              | 7.500    |

### Vultures 1
| Land/Region                  | Auszeichnungen für Musikverkäufe (Land/Region, Auszeichnung, Verkäufe) | Verkäufe |
| ---------------------------- | ---------------------------------------------------------------------- | -------- |
| Dänemark (IFPI)              | Gold                                                                   | 10.000   |
| Neuseeland (RMNZ)            | Gold                                                                   | 7.500    |
| Vereinigte Staaten (RIAA)    | Gold                                                                   | 500.000  |
| Vereinigtes Königreich (BPI) | Silber                                                                 | 60.000   |
| Insgesamt                    | 1× Silber · 3× Gold ·                                                  | 577.500  |

## Auszeichnungen nach Singles

### Toot It and Boot It
| Land/Region               | Auszeichnungen für Musikverkäufe (Land/Region, Auszeichnung, Verkäufe) | Verkäufe  |
| ------------------------- | ---------------------------------------------------------------------- | --------- |
| Vereinigte Staaten (RIAA) | Platin                                                                 | 1.000.000 |
| Insgesamt                 | 1× Platin ·                                                            | 1.000.000 |

### Paranoid
| Land/Region                  | Auszeichnungen für Musikverkäufe (Land/Region, Auszeichnung, Verkäufe) | Verkäufe  |
| ---------------------------- | ---------------------------------------------------------------------- | --------- |
| Kanada (MC)                  | Gold                                                                   | 40.000    |
| Vereinigte Staaten (RIAA)    | 2× Platin                                                              | 2.000.000 |
| Vereinigtes Königreich (BPI) | Silber                                                                 | 200.000   |
| Insgesamt                    | 1× Silber · 1× Gold · 2× Platin ·                                      | 2.240.000 |

### Or Nah
| Land/Region                  | Auszeichnungen für Musikverkäufe (Land/Region, Auszeichnung, Verkäufe) | Verkäufe  |
| ---------------------------- | ---------------------------------------------------------------------- | --------- |
| Dänemark (IFPI)              | Platin                                                                 | 90.000    |
| Italien (FIMI)               | Gold                                                                   | 50.000    |
| Kanada (MC)                  | 2× Platin                                                              | 160.000   |
| Neuseeland (RMNZ)            | Gold                                                                   | 15.000    |
| Spanien (Promusicae)         | Gold                                                                   | 30.000    |
| Vereinigte Staaten (RIAA)    | 6× Platin                                                              | 6.000.000 |
| Vereinigtes Königreich (BPI) | 2× Platin                                                              | 1.200.000 |
| Insgesamt                    | 3× Gold · 11× Platin ·                                                 | 7.545.000 |

### Shell Shocked
| Land/Region               | Auszeichnungen für Musikverkäufe (Land/Region, Auszeichnung, Verkäufe) | Verkäufe  |
| ------------------------- | ---------------------------------------------------------------------- | --------- |
| Vereinigte Staaten (RIAA) | Platin                                                                 | 1.000.000 |
| Insgesamt                 | 1× Platin ·                                                            | 1.000.000 |

### You and Your Friends
| Land/Region               | Auszeichnungen für Musikverkäufe (Land/Region, Auszeichnung, Verkäufe) | Verkäufe  |
| ------------------------- | ---------------------------------------------------------------------- | --------- |
| Vereinigte Staaten (RIAA) | Platin                                                                 | 1.000.000 |
| Insgesamt                 | 1× Platin ·                                                            | 1.000.000 |

### Nobody Has to Know
| Land/Region       | Auszeichnungen für Musikverkäufe (Land/Region, Auszeichnung, Verkäufe) | Verkäufe |
| ----------------- | ---------------------------------------------------------------------- | -------- |
| Neuseeland (RMNZ) | Gold                                                                   | 15.000   |
| Insgesamt         | 1× Gold ·                                                              | 15.000   |

### Blasé
| Land/Region               | Auszeichnungen für Musikverkäufe (Land/Region, Auszeichnung, Verkäufe) | Verkäufe  |
| ------------------------- | ---------------------------------------------------------------------- | --------- |
| Kanada (MC)               | Gold                                                                   | 40.000    |
| Vereinigte Staaten (RIAA) | 2× Platin                                                              | 2.000.000 |
| Insgesamt                 | 1× Gold · 2× Platin ·                                                  | 2.040.000 |

### Play No Games
| Land/Region               | Auszeichnungen für Musikverkäufe (Land/Region, Auszeichnung, Verkäufe) | Verkäufe  |
| ------------------------- | ---------------------------------------------------------------------- | --------- |
| Vereinigte Staaten (RIAA) | Platin                                                                 | 1.000.000 |
| Insgesamt                 | 1× Platin ·                                                            | 1.000.000 |

### Saved
| Land/Region               | Auszeichnungen für Musikverkäufe (Land/Region, Auszeichnung, Verkäufe) | Verkäufe  |
| ------------------------- | ---------------------------------------------------------------------- | --------- |
| Kanada (MC)               | Gold                                                                   | 40.000    |
| Neuseeland (RMNZ)         | Gold                                                                   | 15.000    |
| Vereinigte Staaten (RIAA) | Platin                                                                 | 1.000.000 |
| Insgesamt                 | 2× Gold · 1× Platin ·                                                  | 1.055.000 |

### In My Room
| Land/Region               | Auszeichnungen für Musikverkäufe (Land/Region, Auszeichnung, Verkäufe) | Verkäufe |
| ------------------------- | ---------------------------------------------------------------------- | -------- |
| Vereinigte Staaten (RIAA) | Gold                                                                   | 500.000  |
| Insgesamt                 | 1× Gold ·                                                              | 500.000  |

### Real Friends
| Land/Region                  | Auszeichnungen für Musikverkäufe (Land/Region, Auszeichnung, Verkäufe) | Verkäufe |
| ---------------------------- | ---------------------------------------------------------------------- | -------- |
| Vereinigtes Königreich (BPI) | Silber                                                                 | 200.000  |
| Insgesamt                    | 1× Silber ·                                                            | 200.000  |

### Wavy
| Land/Region                  | Auszeichnungen für Musikverkäufe (Land/Region, Auszeichnung, Verkäufe) | Verkäufe  |
| ---------------------------- | ---------------------------------------------------------------------- | --------- |
| Kanada (MC)                  | Gold                                                                   | 40.000    |
| Neuseeland (RMNZ)            | Platin                                                                 | 30.000    |
| Vereinigte Staaten (RIAA)    | Platin                                                                 | 1.000.000 |
| Vereinigtes Königreich (BPI) | Silber                                                                 | 200.000   |
| Insgesamt                    | 1× Silber · 1× Gold · 2× Platin ·                                      | 1.270.000 |

### Work from Home
| Land/Region                  | Auszeichnungen für Musikverkäufe (Land/Region, Auszeichnung, Verkäufe) | Verkäufe  |
| ---------------------------- | ---------------------------------------------------------------------- | --------- |
| Australien (ARIA)            | 6× Platin                                                              | 440.000   |
| Belgien (BRMA)               | 2× Platin                                                              | 60.000    |
| Brasilien (PMB)              | Diamant                                                                | 160.000   |
| Dänemark (IFPI)              | 2× Platin                                                              | 180.000   |
| Deutschland (BVMI)           | Platin                                                                 | 400.000   |
| Frankreich (SNEP)            | Diamant                                                                | 233.333   |
| Italien (FIMI)               | 3× Platin                                                              | 150.000   |
| Kanada (MC)                  | 5× Platin                                                              | 400.000   |
| Malaysia (RIM)               | Platin                                                                 | 200.000   |
| Mexiko (AMPROFON)            | 7× Gold                                                                | 210.000   |
| Neuseeland (RMNZ)            | 5× Platin                                                              | 150.000   |
| Niederlande (NVPI)           | Platin                                                                 | 40.000    |
| Österreich (IFPI)            | Gold                                                                   | 15.000    |
| Polen (ZPAV)                 | 2× Platin                                                              | 40.000    |
| Portugal (AFP)               | Platin                                                                 | 10.000    |
| Schweden (IFPI)              | 4× Platin                                                              | 160.000   |
| Spanien (Promusicae)         | Platin                                                                 | 40.000    |
| Vereinigte Staaten (RIAA)    | 5× Platin                                                              | 5.000.000 |
| Vereinigtes Königreich (BPI) | 3× Platin                                                              | 1.800.000 |
| Insgesamt                    | 2× Gold · 45× Platin · 2× Diamant ·                                    | 9.715.000 |

### Boom
| Land/Region       | Auszeichnungen für Musikverkäufe (Land/Region, Auszeichnung, Verkäufe) | Verkäufe |
| ----------------- | ---------------------------------------------------------------------- | -------- |
| Dänemark (IFPI)   | Platin                                                                 | 90.000   |
| Frankreich (SNEP) | Gold                                                                   | 100.000  |
| Insgesamt         | 1× Gold · 1× Platin ·                                                  | 190.000  |

### Sucker for Pain
| Land/Region                  | Auszeichnungen für Musikverkäufe (Land/Region, Auszeichnung, Verkäufe) | Verkäufe  |
| ---------------------------- | ---------------------------------------------------------------------- | --------- |
| Australien (ARIA)            | Platin                                                                 | 70.000    |
| Belgien (BRMA)               | Gold                                                                   | 15.000    |
| Dänemark (IFPI)              | Platin                                                                 | 90.000    |
| Deutschland (BVMI)           | Platin                                                                 | 400.000   |
| Frankreich (SNEP)            | Platin                                                                 | 133.333   |
| Italien (FIMI)               | 2× Platin                                                              | 100.000   |
| Neuseeland (RMNZ)            | 3× Platin                                                              | 90.000    |
| Polen (ZPAV)                 | 2× Platin                                                              | 100.000   |
| Portugal (AFP)               | Platin                                                                 | 10.000    |
| Schweiz (IFPI)               | Gold                                                                   | 15.000    |
| Spanien (Promusicae)         | Platin                                                                 | 60.000    |
| Vereinigte Staaten (RIAA)    | 3× Platin                                                              | 3.000.000 |
| Vereinigtes Königreich (BPI) | 2× Platin                                                              | 1.200.000 |
| Insgesamt                    | 2× Gold · 18× Platin ·                                                 | 5.283.333 |

### Fade
| Land/Region                  | Auszeichnungen für Musikverkäufe (Land/Region, Auszeichnung, Verkäufe) | Verkäufe  |
| ---------------------------- | ---------------------------------------------------------------------- | --------- |
| Frankreich (SNEP)            | Gold                                                                   | 100.000   |
| Vereinigte Staaten (RIAA)    | 2× Platin                                                              | 2.000.000 |
| Vereinigtes Königreich (BPI) | Gold                                                                   | 400.000   |
| Insgesamt                    | 2× Gold · 2× Platin ·                                                  | 2.500.000 |

### So Good
| Land/Region       | Auszeichnungen für Musikverkäufe (Land/Region, Auszeichnung, Verkäufe) | Verkäufe |
| ----------------- | ---------------------------------------------------------------------- | -------- |
| Australien (ARIA) | Gold                                                                   | 35.000   |
| Kanada (MC)       | Gold                                                                   | 40.000   |
| Neuseeland (RMNZ) | Gold                                                                   | 15.000   |
| Norwegen (IFPI)   | Gold                                                                   | 30.000   |
| Schweden (IFPI)   | Platin                                                                 | 40.000   |
| Insgesamt         | 4× Gold · 1× Platin ·                                                  | 160.000  |

### Blessings
| Land/Region               | Auszeichnungen für Musikverkäufe (Land/Region, Auszeichnung, Verkäufe) | Verkäufe |
| ------------------------- | ---------------------------------------------------------------------- | -------- |
| Vereinigte Staaten (RIAA) | Gold                                                                   | 500.000  |
| Insgesamt                 | 1× Gold ·                                                              | 500.000  |

### Swalla
| Land/Region                  | Auszeichnungen für Musikverkäufe (Land/Region, Auszeichnung, Verkäufe) | Verkäufe  |
| ---------------------------- | ---------------------------------------------------------------------- | --------- |
| Australien (ARIA)            | 3× Platin                                                              | 210.000   |
| Belgien (BRMA)               | Platin                                                                 | 30.000    |
| Brasilien (PMB)              | Diamant                                                                | 160.000   |
| Dänemark (IFPI)              | Platin                                                                 | 90.000    |
| Deutschland (BVMI)           | 2× Platin                                                              | 800.000   |
| Frankreich (SNEP)            | Diamant                                                                | 233.333   |
| Italien (FIMI)               | 3× Platin                                                              | 150.000   |
| Kanada (MC)                  | 6× Platin                                                              | 480.000   |
| Neuseeland (RMNZ)            | 3× Platin                                                              | 90.000    |
| Niederlande (NVPI)           | 3× Platin                                                              | 120.000   |
| Österreich (IFPI)            | 2× Platin                                                              | 60.000    |
| Polen (ZPAV)                 | 2× Platin                                                              | 100.000   |
| Portugal (AFP)               | 2× Platin                                                              | 20.000    |
| Spanien (Promusicae)         | 3× Platin                                                              | 120.000   |
| Vereinigte Staaten (RIAA)    | 2× Platin                                                              | 2.000.000 |
| Vereinigtes Königreich (BPI) | 2× Platin                                                              | 1.500.000 |
| Insgesamt                    | 35× Platin · 2× Diamant ·                                              | 6.263.333 |

### It’s a Vibe
| Land/Region                  | Auszeichnungen für Musikverkäufe (Land/Region, Auszeichnung, Verkäufe) | Verkäufe  |
| ---------------------------- | ---------------------------------------------------------------------- | --------- |
| Brasilien (PMB)              | Gold                                                                   | 20.000    |
| Kanada (MC)                  | 3× Platin                                                              | 240.000   |
| Neuseeland (RMNZ)            | 3× Platin                                                              | 90.000    |
| Vereinigte Staaten (RIAA)    | 5× Platin                                                              | 5.000.000 |
| Vereinigtes Königreich (BPI) | Silber                                                                 | 200.000   |
| Insgesamt                    | 1× Silber · 1× Gold · 11× Platin ·                                     | 5.550.000 |

### F with U
| Land/Region               | Auszeichnungen für Musikverkäufe (Land/Region, Auszeichnung, Verkäufe) | Verkäufe |
| ------------------------- | ---------------------------------------------------------------------- | -------- |
| Vereinigte Staaten (RIAA) | Gold                                                                   | 500.000  |
| Insgesamt                 | 1× Gold ·                                                              | 500.000  |

### Whatever You Need
| Land/Region               | Auszeichnungen für Musikverkäufe (Land/Region, Auszeichnung, Verkäufe) | Verkäufe  |
| ------------------------- | ---------------------------------------------------------------------- | --------- |
| Neuseeland (RMNZ)         | Gold                                                                   | 15.000    |
| Vereinigte Staaten (RIAA) | Platin                                                                 | 1.000.000 |
| Insgesamt                 | 1× Gold · 1× Platin ·                                                  | 1.015.000 |

### Love U Better
| Land/Region       | Auszeichnungen für Musikverkäufe (Land/Region, Auszeichnung, Verkäufe) | Verkäufe |
| ----------------- | ---------------------------------------------------------------------- | -------- |
| Neuseeland (RMNZ) | Platin                                                                 | 30.000   |
| Insgesamt         | 1× Platin ·                                                            | 30.000   |

### Something New
| Land/Region               | Auszeichnungen für Musikverkäufe (Land/Region, Auszeichnung, Verkäufe) | Verkäufe  |
| ------------------------- | ---------------------------------------------------------------------- | --------- |
| Neuseeland (RMNZ)         | Platin                                                                 | 30.000    |
| Vereinigte Staaten (RIAA) | Platin                                                                 | 1.000.000 |
| Insgesamt                 | 2× Platin ·                                                            | 1.030.000 |

### Ex
| Land/Region               | Auszeichnungen für Musikverkäufe (Land/Region, Auszeichnung, Verkäufe) | Verkäufe |
| ------------------------- | ---------------------------------------------------------------------- | -------- |
| Neuseeland (RMNZ)         | Platin                                                                 | 30.000   |
| Vereinigte Staaten (RIAA) | Gold                                                                   | 500.000  |
| Insgesamt                 | 1× Gold · 1× Platin ·                                                  | 530.000  |

### Psycho
| Land/Region                  | Auszeichnungen für Musikverkäufe (Land/Region, Auszeichnung, Verkäufe) | Verkäufe   |
| ---------------------------- | ---------------------------------------------------------------------- | ---------- |
| Australien (ARIA)            | 9× Platin                                                              | 630.000    |
| Belgien (BRMA)               | Gold                                                                   | 15.000     |
| Brasilien (PMB)              | Diamant                                                                | 160.000    |
| Dänemark (IFPI)              | 2× Platin                                                              | 180.000    |
| Deutschland (BVMI)           | Gold                                                                   | 200.000    |
| Italien (FIMI)               | Platin                                                                 | 50.000     |
| Kanada (MC)                  | Diamant                                                                | 800.000    |
| Mexiko (AMPROFON)            | 2× Platin                                                              | 120.000    |
| Neuseeland (RMNZ)            | 5× Platin                                                              | 150.000    |
| Niederlande (NVPI)           | Platin                                                                 | 80.000     |
| Norwegen (IFPI)              | Platin                                                                 | 60.000     |
| Polen (ZPAV)                 | Gold                                                                   | 25.000     |
| Portugal (AFP)               | 2× Platin                                                              | 20.000     |
| Schweden (IFPI)              | Platin                                                                 | 80.000     |
| Spanien (Promusicae)         | Gold                                                                   | 30.000     |
| Vereinigte Staaten (RIAA)    | Diamant                                                                | 10.000.000 |
| Vereinigtes Königreich (BPI) | 2× Platin                                                              | 1.200.000  |
| Insgesamt                    | 4× Gold · 26× Platin · 3× Diamant ·                                    | 13.800.000 |

### OTW
| Land/Region                  | Auszeichnungen für Musikverkäufe (Land/Region, Auszeichnung, Verkäufe) | Verkäufe  |
| ---------------------------- | ---------------------------------------------------------------------- | --------- |
| Australien (ARIA)            | 3× Platin                                                              | 210.000   |
| Brasilien (PMB)              | Platin                                                                 | 40.000    |
| Dänemark (IFPI)              | Platin                                                                 | 90.000    |
| Kanada (MC)                  | 2× Platin                                                              | 160.000   |
| Neuseeland (RMNZ)            | 3× Platin                                                              | 90.000    |
| Schweden (IFPI)              | Gold                                                                   | 40.000    |
| Vereinigte Staaten (RIAA)    | 2× Platin                                                              | 2.000.000 |
| Vereinigtes Königreich (BPI) | Gold                                                                   | 400.000   |
| Insgesamt                    | 2× Gold · 12× Platin ·                                                 | 3.030.000 |

### Clout
| Land/Region               | Auszeichnungen für Musikverkäufe (Land/Region, Auszeichnung, Verkäufe) | Verkäufe |
| ------------------------- | ---------------------------------------------------------------------- | -------- |
| Vereinigte Staaten (RIAA) | Gold                                                                   | 500.000  |
| Insgesamt                 | 1× Gold ·                                                              | 500.000  |

### Pineapple
| Land/Region               | Auszeichnungen für Musikverkäufe (Land/Region, Auszeichnung, Verkäufe) | Verkäufe |
| ------------------------- | ---------------------------------------------------------------------- | -------- |
| Vereinigte Staaten (RIAA) | Gold                                                                   | 500.000  |
| Insgesamt                 | 1× Gold ·                                                              | 500.000  |

### The Light
| Land/Region               | Auszeichnungen für Musikverkäufe (Land/Region, Auszeichnung, Verkäufe) | Verkäufe |
| ------------------------- | ---------------------------------------------------------------------- | -------- |
| Vereinigte Staaten (RIAA) | Gold                                                                   | 500.000  |
| Insgesamt                 | 1× Gold ·                                                              | 500.000  |

### Bottled Up
| Land/Region       | Auszeichnungen für Musikverkäufe (Land/Region, Auszeichnung, Verkäufe) | Verkäufe |
| ----------------- | ---------------------------------------------------------------------- | -------- |
| Neuseeland (RMNZ) | Gold                                                                   | 15.000   |
| Insgesamt         | 1× Gold ·                                                              | 15.000   |

### Nights Like This
| Land/Region                  | Auszeichnungen für Musikverkäufe (Land/Region, Auszeichnung, Verkäufe) | Verkäufe  |
| ---------------------------- | ---------------------------------------------------------------------- | --------- |
| Brasilien (PMB)              | Platin                                                                 | 40.000    |
| Dänemark (IFPI)              | Gold                                                                   | 45.000    |
| Kanada (MC)                  | 3× Platin                                                              | 240.000   |
| Neuseeland (RMNZ)            | 3× Platin                                                              | 90.000    |
| Portugal (AFP)               | Gold                                                                   | 5.000     |
| Vereinigte Staaten (RIAA)    | 3× Platin                                                              | 3.000.000 |
| Vereinigtes Königreich (BPI) | Platin                                                                 | 600.000   |
| Insgesamt                    | 2× Gold · 11× Platin ·                                                 | 4.020.000 |

### Think About Us
| Land/Region                  | Auszeichnungen für Musikverkäufe (Land/Region, Auszeichnung, Verkäufe) | Verkäufe |
| ---------------------------- | ---------------------------------------------------------------------- | -------- |
| Brasilien (PMB)              | Platin                                                                 | 40.000   |
| Polen (ZPAV)                 | Gold                                                                   | 25.000   |
| Vereinigtes Königreich (BPI) | Gold                                                                   | 400.000  |
| Insgesamt                    | 2× Gold · 1× Platin ·                                                  | 465.000  |

### Do You Mean
| Land/Region     | Auszeichnungen für Musikverkäufe (Land/Region, Auszeichnung, Verkäufe) | Verkäufe |
| --------------- | ---------------------------------------------------------------------- | -------- |
| Brasilien (PMB) | Gold                                                                   | 20.000   |
| Kanada (MC)     | Gold                                                                   | 40.000   |
| Insgesamt       | 2× Gold ·                                                              | 60.000   |

### Purple Emoji
| Land/Region               | Auszeichnungen für Musikverkäufe (Land/Region, Auszeichnung, Verkäufe) | Verkäufe |
| ------------------------- | ---------------------------------------------------------------------- | -------- |
| Vereinigte Staaten (RIAA) | Gold                                                                   | 500.000  |
| Insgesamt                 | 1× Gold ·                                                              | 500.000  |

### Got Me
| Land/Region               | Auszeichnungen für Musikverkäufe (Land/Region, Auszeichnung, Verkäufe) | Verkäufe |
| ------------------------- | ---------------------------------------------------------------------- | -------- |
| Vereinigte Staaten (RIAA) | Gold                                                                   | 500.000  |
| Insgesamt                 | 1× Gold ·                                                              | 500.000  |

### Hot Girl Summer
| Land/Region                  | Auszeichnungen für Musikverkäufe (Land/Region, Auszeichnung, Verkäufe) | Verkäufe  |
| ---------------------------- | ---------------------------------------------------------------------- | --------- |
| Kanada (MC)                  | 2× Platin                                                              | 160.000   |
| Neuseeland (RMNZ)            | Platin                                                                 | 30.000    |
| Vereinigte Staaten (RIAA)    | 2× Platin                                                              | 2.000.000 |
| Vereinigtes Königreich (BPI) | Silber                                                                 | 200.000   |
| Insgesamt                    | 1× Silber · 5× Platin ·                                                | 2.390.000 |

### Ego Death
| Land/Region                  | Auszeichnungen für Musikverkäufe (Land/Region, Auszeichnung, Verkäufe) | Verkäufe |
| ---------------------------- | ---------------------------------------------------------------------- | -------- |
| Vereinigtes Königreich (BPI) | Silber                                                                 | 200.000  |
| Insgesamt                    | 1× Silber ·                                                            | 200.000  |

### Hit Different
| Land/Region                  | Auszeichnungen für Musikverkäufe (Land/Region, Auszeichnung, Verkäufe) | Verkäufe  |
| ---------------------------- | ---------------------------------------------------------------------- | --------- |
| Vereinigte Staaten (RIAA)    | 3× Platin                                                              | 3.000.000 |
| Vereinigtes Königreich (BPI) | Silber                                                                 | 200.000   |
| Insgesamt                    | 1× Silber · 3× Platin ·                                                | 3.200.000 |

### Carnival
| Land/Region                  | Auszeichnungen für Musikverkäufe (Land/Region, Auszeichnung, Verkäufe) | Verkäufe  |
| ---------------------------- | ---------------------------------------------------------------------- | --------- |
| Belgien (BRMA)               | Gold                                                                   | 20.000    |
| Dänemark (IFPI)              | Gold                                                                   | 45.000    |
| Frankreich (SNEP)            | Gold                                                                   | 100.000   |
| Griechenland (IFPI)          | Gold                                                                   | 10.000    |
| Italien (FIMI)               | Gold                                                                   | 50.000    |
| Neuseeland (RMNZ)            | Gold                                                                   | 15.000    |
| Vereinigte Staaten (RIAA)    | 2× Platin                                                              | 2.000.000 |
| Vereinigtes Königreich (BPI) | Gold                                                                   | 400.000   |
| Insgesamt                    | 7× Gold · 2× Platin ·                                                  | 2.640.000 |

## Auszeichnungen nach Liedern

### She Don’t
| Land/Region                  | Auszeichnungen für Musikverkäufe (Land/Region, Auszeichnung, Verkäufe) | Verkäufe |
| ---------------------------- | ---------------------------------------------------------------------- | -------- |
| Neuseeland (RMNZ)            | Platin                                                                 | 30.000   |
| Vereinigte Staaten (RIAA)    | Gold                                                                   | 500.000  |
| Vereinigtes Königreich (BPI) | Silber                                                                 | 200.000  |
| Insgesamt                    | 1× Silber · 1× Gold · 1× Platin ·                                      | 730.000  |

### Impatient
| Land/Region                  | Auszeichnungen für Musikverkäufe (Land/Region, Auszeichnung, Verkäufe) | Verkäufe  |
| ---------------------------- | ---------------------------------------------------------------------- | --------- |
| Brasilien (PMB)              | Gold                                                                   | 30.000    |
| Neuseeland (RMNZ)            | 2× Platin                                                              | 60.000    |
| Vereinigte Staaten (RIAA)    | 2× Platin                                                              | 2.000.000 |
| Vereinigtes Königreich (BPI) | Silber                                                                 | 200.000   |
| Insgesamt                    | 1× Silber · 1× Gold · 4× Platin ·                                      | 2.290.000 |

### Liquor Locker
| Land/Region               | Auszeichnungen für Musikverkäufe (Land/Region, Auszeichnung, Verkäufe) | Verkäufe |
| ------------------------- | ---------------------------------------------------------------------- | -------- |
| Vereinigte Staaten (RIAA) | Gold                                                                   | 500.000  |
| Insgesamt                 | 1× Gold ·                                                              | 500.000  |

### Cinderella
| Land/Region               | Auszeichnungen für Musikverkäufe (Land/Region, Auszeichnung, Verkäufe) | Verkäufe  |
| ------------------------- | ---------------------------------------------------------------------- | --------- |
| Vereinigte Staaten (RIAA) | Platin                                                                 | 1.000.000 |
| Insgesamt                 | 1× Platin ·                                                            | 1.000.000 |

### White Sand
| Land/Region               | Auszeichnungen für Musikverkäufe (Land/Region, Auszeichnung, Verkäufe) | Verkäufe |
| ------------------------- | ---------------------------------------------------------------------- | -------- |
| Vereinigte Staaten (RIAA) | Gold                                                                   | 500.000  |
| Insgesamt                 | 1× Gold ·                                                              | 500.000  |

### After Dark
| Land/Region       | Auszeichnungen für Musikverkäufe (Land/Region, Auszeichnung, Verkäufe) | Verkäufe |
| ----------------- | ---------------------------------------------------------------------- | -------- |
| Australien (ARIA) | Gold                                                                   | 35.000   |
| Insgesamt         | 1× Gold ·                                                              | 35.000   |

### Scared of the Dark
| Land/Region                  | Auszeichnungen für Musikverkäufe (Land/Region, Auszeichnung, Verkäufe) | Verkäufe |
| ---------------------------- | ---------------------------------------------------------------------- | -------- |
| Brasilien (PMB)              | Platin                                                                 | 40.000   |
| Vereinigtes Königreich (BPI) | Silber                                                                 | 200.000  |
| Insgesamt                    | 1× Silber · 1× Platin ·                                                | 240.000  |

### Everything We Need
| Land/Region               | Auszeichnungen für Musikverkäufe (Land/Region, Auszeichnung, Verkäufe) | Verkäufe |
| ------------------------- | ---------------------------------------------------------------------- | -------- |
| Brasilien (PMB)           | Gold                                                                   | 20.000   |
| Vereinigte Staaten (RIAA) | Gold                                                                   | 500.000  |
| Insgesamt                 | 2× Gold ·                                                              | 520.000  |

### Bacc Seat
| Land/Region                  | Auszeichnungen für Musikverkäufe (Land/Region, Auszeichnung, Verkäufe) | Verkäufe |
| ---------------------------- | ---------------------------------------------------------------------- | -------- |
| Vereinigte Staaten (RIAA)    | Gold                                                                   | 500.000  |
| Vereinigtes Königreich (BPI) | Silber                                                                 | 200.000  |
| Insgesamt                    | 1× Silber · 1× Gold ·                                                  | 700.000  |

### Body Language
| Land/Region               | Auszeichnungen für Musikverkäufe (Land/Region, Auszeichnung, Verkäufe) | Verkäufe |
| ------------------------- | ---------------------------------------------------------------------- | -------- |
| Vereinigte Staaten (RIAA) | Gold                                                                   | 500.000  |
| Insgesamt                 | 1× Gold ·                                                              | 500.000  |

### Safety Net
| Land/Region       | Auszeichnungen für Musikverkäufe (Land/Region, Auszeichnung, Verkäufe) | Verkäufe |
| ----------------- | ---------------------------------------------------------------------- | -------- |
| Australien (ARIA) | Gold                                                                   | 35.000   |
| Brasilien (PMB)   | Platin                                                                 | 40.000   |
| Insgesamt         | 1× Gold · 1× Platin ·                                                  | 75.000   |

### WusYaName
| Land/Region                  | Auszeichnungen für Musikverkäufe (Land/Region, Auszeichnung, Verkäufe) | Verkäufe  |
| ---------------------------- | ---------------------------------------------------------------------- | --------- |
| Kanada (MC)                  | Gold                                                                   | 40.000    |
| Neuseeland (RMNZ)            | Gold                                                                   | 15.000    |
| Vereinigte Staaten (RIAA)    | 2× Platin                                                              | 2.000.000 |
| Vereinigtes Königreich (BPI) | Silber                                                                 | 200.000   |
| Insgesamt                    | 1× Silber · 2× Gold · 2× Platin ·                                      | 2.255.000 |

### Chosen
| Land/Region                  | Auszeichnungen für Musikverkäufe (Land/Region, Auszeichnung, Verkäufe) | Verkäufe  |
| ---------------------------- | ---------------------------------------------------------------------- | --------- |
| Australien (ARIA)            | 2× Platin                                                              | 140.000   |
| Dänemark (IFPI)              | Gold                                                                   | 45.000    |
| Kanada (MC)                  | Platin                                                                 | 80.000    |
| Neuseeland (RMNZ)            | Platin                                                                 | 30.000    |
| Norwegen (IFPI)              | Gold                                                                   | 30.000    |
| Schweden (IFPI)              | Gold                                                                   | 40.000    |
| Vereinigte Staaten (RIAA)    | Platin                                                                 | 1.000.000 |
| Vereinigtes Königreich (BPI) | Gold                                                                   | 400.000   |
| Insgesamt                    | 4× Gold · 5× Platin ·                                                  | 1.765.000 |

## Auszeichnungen nach Musikstreamings

### Work from Home
| Land/Region  | Auszeichnungen für Musikverkäufe (Land/Region, Auszeichnung, Verkäufe) | Verkäufe   |
| ------------ | ---------------------------------------------------------------------- | ---------- |
| Japan (RIAJ) | Gold                                                                   | 50.000.000 |
| Insgesamt    | 1× Gold ·                                                              | 50.000.000 |

## Auszeichnungen nach Autorenbeteiligungen und Produktionen

### Young, Wild & Free(Snoop Dogg&Wiz Khalifafeat.Bruno Mars)
Single

| Land/Region                  | Auszeichnungen für Musikverkäufe (Land/Region, Auszeichnung, Verkäufe) | Verkäufe  |
| ---------------------------- | ---------------------------------------------------------------------- | --------- |
| Australien (ARIA)            | 5× Platin                                                              | 350.000   |
| Belgien (BRMA)               | Gold                                                                   | 15.000    |
| Dänemark (IFPI)              | Gold                                                                   | 15.000    |
| Deutschland (BVMI)           | 5× Gold                                                                | 750.000   |
| Frankreich (SNEP)            | —                                                                      | 69.900    |
| Kanada (MC)                  | 3× Platin                                                              | 240.000   |
| Italien (FIMI)               | 3× Platin                                                              | 150.000   |
| Mexiko (AMPROFON)            | Gold                                                                   | 30.000    |
| Neuseeland (RMNZ)            | Platin                                                                 | 15.000    |
| Österreich (IFPI)            | Gold                                                                   | 15.000    |
| Schweden (IFPI)              | 2× Platin                                                              | 80.000    |
| Schweiz (IFPI)               | Gold                                                                   | 15.000    |
| Spanien (Promusicae)         | Platin                                                                 | 60.000    |
| Vereinigte Staaten (RIAA)    | 6× Platin                                                              | 6.000.000 |
| Vereinigtes Königreich (BPI) | Platin                                                                 | 600.000   |
| Insgesamt                    | 6× Gold · 24× Platin ·                                                 | 8.404.900 |

Streaming

| Land/Region     | Auszeichnungen für Musikverkäufe (Land/Region, Auszeichnung, Verkäufe) | Verkäufe  |
| --------------- | ---------------------------------------------------------------------- | --------- |
| Dänemark (IFPI) | 2× Platin                                                              | 1.800.000 |
| Insgesamt       | 2× Platin ·                                                            | 1.800.000 |

### Loyal (Chris Brownfeat. Verschiedene Interpreten)
| Land/Region                  | Auszeichnungen für Musikverkäufe (Land/Region, Auszeichnung, Verkäufe) | Verkäufe  |
| ---------------------------- | ---------------------------------------------------------------------- | --------- |
| Australien (ARIA)            | 3× Platin                                                              | 210.000   |
| Dänemark (IFPI)              | Platin                                                                 | 90.000    |
| Deutschland (BVMI)           | Platin                                                                 | 300.000   |
| Vereinigte Staaten (RIAA)    | 6× Platin                                                              | 6.000.000 |
| Vereinigtes Königreich (BPI) | 2× Platin                                                              | 1.200.000 |
| Insgesamt                    | 13× Platin ·                                                           | 7.800.000 |

### Hotel (Kid Inkfeat. Chris Brown)
| Land/Region                  | Auszeichnungen für Musikverkäufe (Land/Region, Auszeichnung, Verkäufe) | Verkäufe |
| ---------------------------- | ---------------------------------------------------------------------- | -------- |
| Vereinigtes Königreich (BPI) | Silber                                                                 | 200.000  |
| Insgesamt                    | 1× Silber ·                                                            | 200.000  |

### FourFiveSeconds(Paul McCartney,Rihanna&Kanye West)
| Land/Region                  | Auszeichnungen für Musikverkäufe (Land/Region, Auszeichnung, Verkäufe) | Verkäufe  |
| ---------------------------- | ---------------------------------------------------------------------- | --------- |
| Australien (ARIA)            | 7× Platin                                                              | 490.000   |
| Belgien (BRMA)               | Platin                                                                 | 30.000    |
| Brasilien (PMB)              | 3× Platin                                                              | 180.000   |
| Dänemark (IFPI)              | 3× Platin                                                              | 270.000   |
| Deutschland (BVMI)           | 3× Gold                                                                | 600.000   |
| Frankreich (SNEP)            | Gold                                                                   | 75.000    |
| Italien (FIMI)               | 3× Platin                                                              | 150.000   |
| Kanada (MC)                  | —                                                                      | 310.000   |
| Neuseeland (RMNZ)            | 2× Platin                                                              | 30.000    |
| Österreich (IFPI)            | Gold                                                                   | 15.000    |
| Polen (ZPAV)                 | 3× Platin                                                              | 60.000    |
| Schweden (IFPI)              | 4× Platin                                                              | 160.000   |
| Schweiz (IFPI)               | Platin                                                                 | 30.000    |
| Spanien (Promusicae)         | Platin                                                                 | 40.000    |
| Vereinigte Staaten (RIAA)    | 5× Platin                                                              | 5.000.000 |
| Vereinigtes Königreich (BPI) | 3× Platin                                                              | 1.800.000 |
| Insgesamt                    | 3× Gold · 37× Platin ·                                                 | 9.240.000 |

### Violent Crimes (Kanye West)
| Land/Region                  | Auszeichnungen für Musikverkäufe (Land/Region, Auszeichnung, Verkäufe) | Verkäufe  |
| ---------------------------- | ---------------------------------------------------------------------- | --------- |
| Brasilien (PMB)              | Gold                                                                   | 20.000    |
| Dänemark (IFPI)              | Gold                                                                   | 45.000    |
| Italien (FIMI)               | Gold                                                                   | 50.000    |
| Polen (ZPAV)                 | Gold                                                                   | 25.000    |
| Vereinigte Staaten (RIAA)    | 2× Platin                                                              | 2.000.000 |
| Vereinigtes Königreich (BPI) | Gold                                                                   | 400.000   |
| Insgesamt                    | 5× Gold · 2× Platin ·                                                  | 2.540.000 |

### Wouldn’t Leave (Kanye West feat.PartyNextDoor)
| Land/Region               | Auszeichnungen für Musikverkäufe (Land/Region, Auszeichnung, Verkäufe) | Verkäufe |
| ------------------------- | ---------------------------------------------------------------------- | -------- |
| Vereinigte Staaten (RIAA) | Gold                                                                   | 500.000  |
| Insgesamt                 | 1× Gold ·                                                              | 500.000  |

### Jaded (Drake)
| Land/Region                  | Auszeichnungen für Musikverkäufe (Land/Region, Auszeichnung, Verkäufe) | Verkäufe |
| ---------------------------- | ---------------------------------------------------------------------- | -------- |
| Australien (ARIA)            | Gold                                                                   | 35.000   |
| Vereinigtes Königreich (BPI) | Silber                                                                 | 200.000  |
| Insgesamt                    | 1× Silber · 1× Gold ·                                                  | 235.000  |

### Love Language (SZA)
| Land/Region               | Auszeichnungen für Musikverkäufe (Land/Region, Auszeichnung, Verkäufe) | Verkäufe  |
| ------------------------- | ---------------------------------------------------------------------- | --------- |
| Brasilien (PMB)           | Gold                                                                   | 20.000    |
| Kanada (MC)               | Platin                                                                 | 80.000    |
| Vereinigte Staaten (RIAA) | Platin                                                                 | 1.000.000 |
| Insgesamt                 | 1× Gold · 2× Platin ·                                                  | 1.100.000 |

## Statistik und Quellen
| Land/RegionAuszeichnungen für Musikverkäufe (Land/Region, Auszeichnungen, Verkäufe, Quellen) | Silber       | Gold       | Platin         | Diamant     | Verkäufe   | Quellen              |
| -------------------------------------------------------------------------------------------- | ------------ | ---------- | -------------- | ----------- | ---------- | -------------------- |
| Australien (ARIA)                                                                            | —            | 4× Gold4   | 39× Platin39   | —           | 2.870.000  | aria.com.au          |
| Belgien (BRMA)                                                                               | —            | 4× Gold4   | 4× Platin4     | —           | 205.000    | ultratop.be          |
| Brasilien (PMB)                                                                              | —            | 6× Gold6   | 8× Platin8     | 3× Diamant3 | 930.000    | pro-musicabr.org.br  |
| Dänemark (IFPI)                                                                              | —            | 6× Gold6   | 16× Platin16   | —           | 1.465.000  | ifpi.dk              |
| Deutschland (BVMI)                                                                           | —            | 4× Gold4   | 8× Platin8     | —           | 3.650.000  | musikindustrie.de    |
| Frankreich (SNEP)                                                                            | —            | 4× Gold4   | Platin1        | 2× Diamant2 | 1.044.899  | snepmusique.com      |
| Griechenland (IFPI)                                                                          | —            | Gold1      | —              | —           | 10.000     | Einzelnachweise      |
| Italien (FIMI)                                                                               | —            | 3× Gold3   | 14× Platin14   | —           | 850.000    | fimi.it              |
| Japan (RIAJ)                                                                                 | —            | Gold1      | —              | —           | —          | riaj.or.jp           |
| Kanada (MC)                                                                                  | —            | 8× Gold8   | 28× Platin28   | Diamant1    | 3.670.000  | musiccanada.com      |
| Malaysia (RIM)                                                                               | —            | —          | Platin1        | —           | 200.000    | Einzelnachweise      |
| Mexiko (AMPROFON)                                                                            | —            | 2× Gold2   | 5× Platin5     | —           | 360.000    | amprofon.com.mx      |
| Neuseeland (RMNZ)                                                                            | —            | 11× Gold11 | 37× Platin37   | —           | 1.230.000  | radioscope.co.nz NZ2 |
| Niederlande (NVPI)                                                                           | —            | —          | 5× Platin5     | —           | 240.000    | nvpi.nl              |
| Norwegen (IFPI)                                                                              | —            | 2× Gold2   | Platin1        | —           | 120.000    | ifpi.no NO2 NO3      |
| Österreich (IFPI)                                                                            | —            | 3× Gold3   | 2× Platin2     | —           | 105.000    | ifpi.at              |
| Polen (ZPAV)                                                                                 | —            | 3× Gold3   | 9× Platin9     | —           | 375.000    | olis.pl              |
| Portugal (AFP)                                                                               | —            | Gold1      | 6× Platin6     | —           | 65.000     | Einzelnachweise      |
| Schweden (IFPI)                                                                              | —            | 2× Gold2   | 11× Platin11   | —           | 560.000    | sverigetopplistan.se |
| Schweiz (IFPI)                                                                               | —            | 2× Gold2   | Platin1        | —           | 60.000     | hitparade.ch         |
| Spanien (Promusicae)                                                                         | —            | 2× Gold2   | 8× Platin8     | —           | 420.000    | elportaldemusica.es  |
| Vereinigte Staaten (RIAA)                                                                    | —            | 18× Gold18 | 74× Platin74   | Diamant1    | 93.000.000 | riaa.com             |
| Vereinigtes Königreich (BPI)                                                                 | 15× Silber15 | 6× Gold6   | 18× Platin18   | —           | 16.360.000 | bpi.co.uk            |
| Insgesamt                                                                                    | 15× Silber15 | 93× Gold93 | 296× Platin296 | 7× Diamant7 |            |                      |